# Déclaration sur l'élimination de la discrimination à l'égard des femmes
La Déclaration sur l'élimination de la discrimination à l'égard des femmes est une proclamation de droits humains non contraignante émise par l'Assemblée générale des Nations unies concernant les droits des femmes. La Déclaration est adoptée par l'Assemblée générale le 7 novembre 1967 (résolution 2263). La déclaration, préparée par la Commission de la condition de la femme en 1967, préfigure la Convention sur l'élimination de toutes les formes de discrimination à l'égard des femmes, traité légalement contraignant de 1979, entré en vigueur le 3 septembre 1981. Cette même année, le Comité pour l'élimination de la discrimination à l'égard des femmes est créé par l'Assemblée générale des Nations unies pour suivre la mise en œuvre de la Convention par les États parties.

## Résumé
La Déclaration suit un plan similaire à la Déclaration universelle des droits de l'homme, à savoir un préambule suivi de onze articles.
- L'article premier déclare que la discrimination contre les femmes « est fondamentalement injuste et constitue une atteinte à la dignité humaine » ; toutefois, le terme « discrimination » n'est pas développé.
- L'article 2 appelle à l'abrogation des lois et l'abolition des coutumes qui discriminent les femmes, afin que l'égalité en droit soit reconnue et invite les États à ratifier et appliquer les instruments relatifs aux droits humains dans la lutte contre la discrimination.
- L'article 3 appelle à l'élimination des préjugés contre les femmes dans l'enseignement public.
- L'article 4 appelle à octroyer aux femmes l'intégralité de leurs droits civiques, y compris le droit de vote ainsi le droit de chercher et d'exercer une fonction publique.
- L'article 5 appelle à octroyer aux femmes les mêmes droits que les hommes si elles souhaitent changer de nationalité.
- L'article 6 appelle à octroyer aux femmes l'égalité entière en matière de droit civil , notamment en matière de mariage et de divorce, et appelle à interdire le mariage des enfants.
- L'article 7 appelle à éliminer les discriminations liées au genre en matière de peines (droit pénal).
- L'article 8 appelle les États à lutter contre toutes les formes de trafic de femmes et à l'exploitation de la prostitution féminine.
- L'article 9 affirme l'égalité des droits en matière d'instruction, quel que soit le sexe.
- L'article 10 appelle à l'égalité des droits au travail, y compris l'élimination des discriminations au travail, le droit à un salaire égal pour un travail égal (en) et les congés maternité payés.
- L'article 11 appelle les États à mettre en œuvre les principes issus de cette déclaration.

## Pays signataires
99 pays sur 189 parties concernées sont signataires de la Convention sur l'élimination de toutes les formes de discrimination à l'égard des femmes de 1979.

## Actions institutionnelles contre la discrimination à l'égard des femmes
Malgré l'adoption de cette déclaration, les Nations unies constatent (en 2017) que « la violence à l'égard des femmes et des filles reste un problème omniprésent dans le monde. » et décrètent le 25 novembre, Journée internationale pour l'élimination de la violence à l'égard des femmes. En 2021, à Genève, l'UN Committee on the Elimination of Discrimination against Women (CEDAW) et le Haut-Commissariat des Nations-Unies (UN HCR) déclarent que « Partout dans le monde, les femmes et les filles continuent d’être soumises à de multiples formes de violence sexiste, notamment le féminicide, la violence en ligne et la violence domestique. » et « appellent les États membres à faire preuve de diligence et à lutter contre les réticences en matière d’égalité des sexes. ». À l'occasion de cette journée, en 2022, les experts internationaux des droits des femmes appellent les Etats à mettre un terme à l’impunité des auteurs de violence à l’égard des femmes à travers le monde. 
L’Union européenne (UE) et l’Organisation des Nations unies (ONU) s’engagent dans une action mondiale pluriannuelle, l'Initiative Spotlight afin d'attirer l'attention sur ce problème,.  

### La Convention d'Istanbul
La Convention d'Istanbul, entrée en vigueur en 2014 est signée par l'UE en 2017. En 2018, le Conseil de l'Europe met en place la Plateforme des mécanismes d’experts indépendants sur la discrimination et la violence à l’égard des femmes (EDVAW Platform) qui vise à renforcer les liens institutionnels et les coopérations pour engager des actions conjointes. En 2023, le Conseil de l'UE demande l'approbation du Parlement européen en vue de l'adoption de la décision relative à la conclusion de la convention par l'UE. 

### Documentation
- « La Déclaration des Nations Unies sur l'élimination de la discrimination à l'égard des femmes et son application [compte-rendu] », Revue internationale de droit comparé,‎ 1973, p. 694-698 (lire en ligne).
- (en-US) Marsha A. Freeman, Christine Chinkin, Beate Rudolf et al., The UN Convention on the Elimination of All Forms of Discrimination Against Women: A Commentary, Oxford, Oxford University Press, 2012 (ISBN 9780199565061, lire en ligne), p. 38